# Arla Foods
Arla Foods is een Zweeds-Deense zuivelcoöperatie, die eigendom is van ongeveer 8000 melkveehouders. Het hoofdkantoor staat in Aarhus (Denemarken). Het huidige bedrijf is ontstaan door een fusie tussen het Zweedse Arla en het Deense MD Foods op 17 april 2000.

## Activiteiten
Het verkoopt een breed pakket van melkproducten waaronder dagverse producten, kaas, boter en melkpoeder. Bekende merknamen zijn Arla, 
Castello (kaas), Lurpak (boter) en Puck.
Het bedrijf is vooral actief in Denemarken, Zweden en Finland en in Noordwest-Europa. In 2022 behaalde het een omzet van bijna 14 miljard euro en verwerkte 13,5 miljard liters melk. De meeste melk komt van Deense boeren gevolgd door de boeren in Duitsland. Samen verzorgden deze twee landen 60% van de totale melkaanvoer in 2022. Het aandeel van boeren gevestigd in de BeNeLux-landen was iets minder dan 6%. De activiteiten zijn in vier groepen verdeeld: Verse producten Europa, Verse producten Internationaal, Voedselingrediënten en Industriële klanten. Voedselingrediënten is met een omzetaandeel van 8% de kleinste groep en Europa het grootst met een aandeel van 56% in de totale omzet.
Nederland is een klein onderdeel en in 2018 werd hier 52 miljoen kilogram melk verwerkt en telde de coöperatie 62 leden. Voor België zijn de vergelijkbare getallen 517 miljoen kg en 702 leden.

## Arla in Nederland
Een geplande fusie met Campina is in 2005 afgeblazen.
Na de fusie tussen Friesland Foods en Campina moest de nieuwe combinatie vanwege EG-regels bepaalde activiteiten afstoten. De zuivelfabriek in Nijkerk is op 4 mei 2009 door Arla overgenomen, inclusief de merken Kwarkyoghurt, Milk&Fruit en Breaker (van Friesland Foods), alsmede het merk Melkunie (voorheen Campina). Tevens kreeg Arla een licentie van 10 jaar voor gebruik in Nederland van het merk Friesche Vlag voor dagverse
zuivelproducten. Arla Foods heeft aangegeven dat Nederland wordt gezien als nieuwe kernmarkt.
De fabriek in Nijkerk produceert melk, karnemelk, yoghurt, vruchtenyoghurt, kwarkyoghurt, vla, pappen, Milk&Fruit en Breaker. Deze dagverse zuivelproducten worden geproduceerd onder het merk Friesche Vlag en ook voor huismerken van supermarkten. In de loop van 2009 heeft Arla het assortiment van Friesche Vlag uitgebreid en zijn wijzigingen in de verpakkingen doorgevoerd. Medio 2010 heeft Arla-foods een biologische range onder Arla merk voor de Nederlandse markt geïntroduceerd.
Vanaf augustus 2012 heeft Arla het merk Melkunie opnieuw gelanceerd. Alle 31 dagverse zuivelproducten die onder de merknaam Friesche Vlag worden verkocht, gaan verder onder de Melkunie naam. Tegelijkertijd voegt Arla er dan nog acht nieuwe producten aan toe. Melkunie werd in 2001 door de toenmalige eigenaar Campina van de markt gehaald. In de zomer van 2014 fuseerde Arla Foods met de Belgische zuivelcoöperatie EGM Walhorn.